# Stadio Romeo Menti (Castellammare di Stabia)
Lo stadio comunale Romeo Menti è il maggior impianto sportivo di Castellammare di Stabia. È uno dei tre stadi di calcio italiani dedicati a Romeo Menti, attaccante del Grande Torino scomparso nella Tragedia di Superga: gli altri due sono quelli di Vicenza e di Montichiari. Ospita le partite interne della Juve Stabia. L'impianto sportivo possiede una capienza complessiva di  posti 12 800, e nel 2024, posti a sedere omologati 7 642.

## Storia
Costruito nel 1984, fu intitolato a Romeo Menti prendendo il nome da una lapide commemorativa, posta nel vecchio impianto sportivo nel 1949, per volere della tifoseria stabiese, a memoria e ricordo delle gesta sportive del calciatore, a seguito della sua prematura scomparsa nella Tragedia di Superga, avvenuta nello stesso anno (il nome originario dello stadio è "stadio San Marco" ed è ancora così registrato al comune di Castellammare di Stabia).
Fu inaugurato nel 1985 con un'amichevole contro l'Avellino che militava in Serie A: la Juve Stabia si impose per 3-1 davanti ad oltre 15.000 spettatori.
Nel 2004 lo stadio è stato teatro della sfida Juve Stabia-Massese valevole come finale di ritorno di Coppa Italia Serie D 2003-2004, finita 4-2 per i padroni di casa.
Nel 2006 lo stadio ospitò il derby contro il Napoli nel girone B della Serie C1: la Juve Stabia vinse 3-1 davanti ad oltre 10.000 spettatori.
Ad aprile 2011 la Juve Stabia ha disputato nello stadio la finale di Coppa Italia Lega Pro contro il Carpi, terminata con la vittoria per le "vespe". Nel giugno dello stesso anno, sono state disputate le gare di andata valevoli per gli scontri play-off Lega Pro Prima Divisione 2010-2011, dove la Juve Stabia ha affrontato prima il Benevento terminata con il risultato di 1-0 e poi l'Atletico Roma finita 0-0.
Nell'estate 2011 sono stati eseguiti nuovi lavori di adeguamento dello stadio (nuova Tribuna stampa, palestra e nuovi spogliatoi) per permettere alla Juve Stabia, neo promossa in Serie B, di disputare le partite casalinghe di cadetteria, inoltre nel luglio nel 2012 il comune di Castellammare di Stabia ha fatto eseguire nuovi lavori di restyling tinteggiando i gradoni di tutti i settori con i colori sociali della squadra giallo-blu.
Il 28 ottobre 2017 in occasione della partita di campionato di Serie C, Juve Stabia-Rende (1-0), viene inaugurato il nuovo manto erboso sintetico. Inoltre nella stessa giornata viene intitolata una parte della tribuna centrale all'ex presidente delle vespe dal 1991 al 2001, Roberto Fiore scomparso nel febbraio dello stesso anno.

## Caratteristiche

### Settori dello stadio
- Curva San Marco (tifosi locali): 1.800 posti a sedere;
- Tribuna Varano: 2.200 posti a sedere;
- Tribuna Quisisana: 2.200 posti a sedere;
- Tribuna Monte Faito: 2.200 posti a sedere;
- Tribuna Panoramica: 300 posti a sedere;
- Curva Ferrovia (settore ospiti): 1.500 posti a sedere.

### Manto erboso
Lo stadio è dotato un manto di erba sintetica di ultima generazione che, grazie all'intaso prestazionale Ecofill, garantisce il rispetto della sicurezza e delle performance dei giocatori, omogeneità su tutta la superficie del gioco, un'eccellente risposta allo shock e un ritorno energetico controllato. Inoltre, assicura un minor assorbimento di calore e pieno rispetto dell'ambiente circostante. Il nuovo manto ha ottenuto la certificazione FIFA 2 Star.

### Localizzazione
Lo stadio è ubicato a Castellammare di Stabia al civico 283 di via Giuseppe Cosenza, una delle arterie principali della città. La sua centralissima posizione consente ai tifosi locali ed ospiti di raggiungere l'impianto agevolmente anche con i mezzi pubblici o a piedi da diversi punti della città. Lo stadio del quartiere San Marco, da cui in passato prendeva la denominazione, dista poche centinaia di metri dalla stazione Circumvesuviana di Via Nocera. Per favorire l'afflusso delle tifoserie ospiti, l'impianto dispone di un ingresso privilegiato facilmente raggiungibile dall'uscita autostradale e dalla stazione ferroviaria della Circumvesuviana.

## Altri usufruttuari
Nella stagione 2019-2020, la Cavese usufruisce del Romeo Menti a causa dell'inagibilità dello Stadio Simonetta Lamberti.